# Marie Soukupová
Marie Soukupová, coniugata Zahoříková (14 novembre 1943), è un'ex cestista cecoslovacca.

## Carriera
Con la Cecoslovacchia ha disputato tre edizioni dei Campionati mondiali (1964, 1967, 1971) e quattro dei Campionati europei (1964, 1966, 1968, 1970).